# Lijst van voormalige gemeenten in de provincie Antwerpen
Dit is een lijst van voormalige gemeenten in de provincie Antwerpen. De voormalige gemeenten werden alfabetisch gerangschikt. Verder wordt per gemeente volgende informatie aangegeven:
- het jaar van opheffing van de gemeente
- de gemeente(n) waarin de voormalige gemeente werd opgenomen (indien er meerdere gemeenten zijn, staat de nieuwe gemeente met het grootste deel van de voormalige gemeente vooraan)
- opmerkingen hierbij
- de oppervlakte in km² bij opheffing
- het aantal inwoners bij opheffing

De meesten van deze voormalige gemeenten zijn heden ten dage deelgemeenten.

## Lijst van voormalige gemeenten in deprovincie Antwerpen

### Lijst van voormalige gemeenten in hetarrondissement Antwerpen
| Voormalige gemeente | Jaar van opheffing | Nieuwe gemeente(n)    | Opmerking        | Oppervlakte (km²) | Inwoners | Deelgemeente? |
| ------------------- | ------------------ | --------------------- | ---------------- | ----------------- | -------- | ------------- |
| Berchem             | 1982               | Antwerpen             | volledig         | 5,79              | 45.289   |               |
| Berendrecht         | 1958               | Antwerpen             | volledig         | 11,54             | 2629     | BeZaLi        |
| Borgerhout          | 1982               | Antwerpen             | volledig         | 3,91              | 43.302   |               |
| Broechem            | 1976               | Ranst                 | volledig         | 11,79             | 3269     |               |
| Burcht              | 1976               | Zwijndrecht           | volledig         | 4,35              | 6774     |               |
| Deurne              | 1982               | Antwerpen             | volledig         | 13,10             | 76.286   |               |
| Deurne-Borgerhout   | 1836               | Deurne en Borgerhout  | splitsing        | 17,08             | 6533     |               |
| Ekeren              | 1982               | Antwerpen en Kapellen | splitsing        | 17,02             | 30.367   |               |
| Emblem              | 1976               | Ranst                 | volledig         | 8,50              | 2710     |               |
| 's-Gravenwezel      | 1976               | Schilde               | volledig         | 14,95             | 5402     |               |
| Halle               | 1976               | Zoersel               | volledig         | 12,50             | 4809     |               |
| Hoboken             | 1982               | Antwerpen             | volledig         | 10,68             | 34.562   |               |
| Hoevenen            | 1976               | Stabroek              | volledig         | 7,89              | 5407     |               |
| Lillo               | 1958               | Antwerpen             | volledig         | 17,67             | 1290     | BeZaLi        |
| Loenhout            | 1976               | Wuustwezel            | volledig         | 31,11             | 2930     |               |
| Massenhoven         | 1976               | Zandhoven             | volledig         | 3,17              | 902      |               |
| Merksem             | 1982               | Antwerpen             | volledig         | 8,28              | 41.553   |               |
| Oelegem             | 1976               | Ranst                 | volledig         | 13,16             | 3222     |               |
| Oorderen            | 1929               | Antwerpen             | volledig         | 14,20             | 1536     | Nee           |
| Oosterweel          | 1929               | Antwerpen             | volledig         | 11,53             | 1008     | Nee           |
| Oostmalle           | 1976               | Malle                 | volledig         | 28,27             | 4465     |               |
| Pulderbos           | 1976               | Zandhoven             | volledig         | 10,35             | 1841     |               |
| Pulle               | 1976               | Zandhoven             | volledig         | 9,97              | 1823     |               |
| Reet                | 1976               | Rumst                 | volledig         | 9,47              | 5007     |               |
| Sint-Job-in-'t-Goor | 1976               | Brecht                | volledig         | 7,13              | 4179     |               |
| Sint-Lenaarts       | 1976               | Brecht                | volledig         | 26,81             | 4734     |               |
| Terhagen            | 1976               | Rumst                 | volledig         | 1,95              | 2635     |               |
| Viersel             | 1976               | Zandhoven             | volledig         | 4,74              | 920      |               |
| Vremde              | 1976               | Boechout              | volledig         | 6,76              | 1625     |               |
| Waarloos            | 1976               | Kontich               | volledig         | 4,72              | 1560     |               |
| Westmalle           | 1979               | Malle                 | naamsverandering | 51,99             | 10.323   |               |
| Wilmarsdonk         | 1929               | Antwerpen             | volledig         | 11,10             | 1493     | Nee           |
| Wilrijk             | 1982               | Antwerpen             | volledig         | 13,60             | 41.967   |               |
| Zandvliet           | 1958               | Antwerpen             | volledig         | 23,72             | 3330     | BeZaLi        |

### Lijst van voormalige gemeenten in hetarrondissement Mechelen
| Voormalige gemeente    | Jaartal | Nieuwe gemeente(n)            | Opmerking                       | Oppervlakte (km²) | Inwoners |
| ---------------------- | ------- | ----------------------------- | ------------------------------- | ----------------- | -------- |
| Beerzel                | 1976    | Putte                         | volledig                        | 7,83              | 5132     |
| Bevel                  | 1976    | Nijlen                        | volledig                        | 6,57              | 1766     |
| Blaasveld              | 1976    | Willebroek                    | volledig                        | 4,50              | 3055     |
| Booischot              | 1976    | Heist-op-den-Berg             | volledig                        | 11,59             | 5664     |
| Breendonk              | 1976    | Puurs                         | + grenscorrectie met Willebroek | 8,01              | 3540     |
| Gestel                 | 1964    | Berlaar                       | + grenscorrectie met Kessel     | 2,49              | 180      |
| Hallaar                | 1976    | Heist-op-den-Berg             | volledig                        | 6,90              | 2676     |
| Heffen                 | 1976    | Mechelen                      | volledig                        | 6,95              | 1669     |
| Heindonk               | 1976    | Willebroek                    | volledig                        | 3,67              | 561      |
| Hingene                | 1976    | Bornem                        | volledig                        | 14,93             | 3823     |
| Hombeek                | 1976    | Mechelen                      | volledig                        | 9,65              | 3668     |
| Itegem                 | 1976    | Heist-op-den-Berg             | volledig                        | 16,62             | 4825     |
| Kessel                 | 1976    | Nijlen                        | volledig                        | 14,79             | 5712     |
| Koningsbossen          | 1821    | Koningshooikt                 | volledig                        | ?                 | 454      |
| Koningshooikt          | 1976    | Lier                          | volledig                        | 16,76             | 3575     |
| Leest                  | 1976    | Mechelen                      | volledig                        | 9,31              | 2064     |
| Liezele                | 1976    | Puurs                         | volledig                        | 6,53              | 1192     |
| Lippelo                | 1976    | Sint-Amands                   | volledig                        | 2,19              | 1916     |
| Mariekerke             | 1976    | Bornem                        | volledig                        | 4,14              | 975      |
| Muizen                 | 1976    | Mechelen                      | volledig                        | 6,90              | 4654     |
| Onze-Lieve-Vrouw-Waver | 1976    | Sint-Katelijne-Waver en Putte | splitsing                       | 15,31             | 4643     |
| Oppuurs                | 1976    | Sint-Amands                   | volledig                        | 4,73              | 1654     |
| Rijmenam               | 1976    | Bonheiden en Putte            | splitsing                       | 17,23             | 4721     |
| Ruisbroek              | 1976    | Puurs                         | + grenscorrectie met Willebroek | 8,24              | 4025     |
| Schriek                | 1976    | Heist-op-den-Berg             | volledig                        | 11,09             | 4047     |
| Tisselt                | 1976    | Willebroek                    | + grenscorrectie met Puurs      | 8,24              | 2812     |
| Walem                  | 1976    | Mechelen                      | volledig                        | 4,54              | 1628     |
| Weert                  | 1976    | Bornem                        | volledig                        | 4,80              | 439      |
| Wiekevorst             | 1976    | Heist-op-den-Berg             | volledig                        | 11,27             | 2799     |

### Lijst van voormalige gemeenten in hetarrondissement Turnhout
| Voormalige gemeente | Jaartal | Nieuwe gemeente(n) | Opmerking | Oppervlakte (km²) | Inwoners |
| ------------------- | ------- | ------------------ | --------- | ----------------- | -------- |
| Bouwel              | 1976    | Grobbendonk        | volledig  | 6,47              | 2472     |
| Eindhout            | 1976    | Laakdal            | volledig  | 9,41              | 2571     |
| Eindhoutham         | 1808    | Eindhout           | volledig  | ?                 | 112      |
| Gierle              | 1976    | Lille              | volledig  | 17,75             | 3161     |
| Houtvenne           | 1976    | Hulshout           | volledig  | 4,48              | 1475     |
| Lichtaart           | 1976    | Kasterlee          | volledig  | 25,00             | 4229     |
| Kessel              | 1976    | Nijlen             | volledig  | 14,79             | 7316     |
| Meer                | 1976    | Hoogstraten        | volledig  | 37,98             | 3057     |
| Meerle              | 1976    | Hoogstraten        | volledig  | 24,63             | 2982     |
| Minderhout          | 1976    | Hoogstraten        | volledig  | 16,10             | 2158     |
| Morkhoven           | 1976    | Herentals          | volledig  | 5,16              | 1405     |
| Noorderwijk         | 1976    | Herentals          | volledig  | 13,16             | 3609     |
| Oevel               | 1976    | Westerlo en Geel   | splitsing | 7,89              | 3520     |
| Olmen               | 1976    | Balen              | volledig  | 17,04             | 2745     |
| Poederlee           | 1976    | Lille              | volledig  | 11,46             | 1852     |
| Poppel              | 1976    | Ravels             | volledig  | 31,46             | 2438     |
| Ramsel              | 1976    | Herselt            | volledig  | 11,81             | 3428     |
| Tielen              | 1976    | Kasterlee          | volledig  | 14,23             | 2936     |
| Tongerlo            | 1970    | Westerlo           | volledig  | 20,41             | 4708     |
| Varendonk           | 1971    | Veerle             | volledig  | 3,67              | 283      |
| Veerle              | 1976    | Laakdal            | volledig  | 17,60             | 4611     |
| Vlimmeren           | 1976    | Beerse             | volledig  | 9,43              | 1849     |
| Vorst               | 1976    | Laakdal            | volledig  | 15,49             | 5619     |
| Wechelderzande      | 1976    | Lille              | volledig  | 10,92             | 2083     |
| Weelde              | 1976    | Ravels             | volledig  | 37,24             | 3377     |
| Werbeek             | 1820    | Retie              | volledig  | 410 bunder        | 274      |
| Westmeerbeek        | 1976    | Hulshout           | volledig  | 5,03              | 1327     |
| Wortel              | 1976    | Hoogstraten        | volledig  | 13,51             | 1242     |
| Zoerle-Parwijs      | 1970    | Westerlo           | volledig  | 1,52              | 1532     |